# Metropolia Rennes
Metropolia Rennes – metropolia Kościoła rzymskokatolickiego w północno-zachodniej Francji. Obejmuje jedną archidiecezję i osiem diecezji. Powstała w 1859 roku. Od marca 2007 roku godność metropolity sprawuje abp Pierre d’Ornellas. Najważniejszą świątynią metropolii jest katedra w Rennes. 
W skład metropolii wchodzą:
- archidiecezja Rennes,
- diecezja Angers,
- diecezja Laval,
- diecezja Le Mans,
- diecezja Luçon,
- diecezja Nantes,
- diecezja Quimper,
- diecezja Saint-Brieuc,
- diecezja Vannes.